# Ezio Reisoli
Pour les articles homonymes, voir Reisoli.
Ezio Reisoli (Pontremoli, 17 novembre 1856 - Turin, 26 janvier 1927) est un général italien qui s'est distingué pendant la guerre italo-turque.
Au début de la Première Guerre mondiale, commandant du IIe corps d'armée, il fut relevé de son commandement pour avoir défendu les actions du général Giovanni Prelli, commandant de la 3e division d'infanterie, qui, de sa propre initiative, avait traversé la rivière Isonzo sur un port de bateaux, occupant Plava et ensuite la forte position stratégique de Cote 383. Il est par ailleurs décoré de la croix de chevalier de l'ordre militaire de Savoie, et de la croix du Mérite de guerre.

## Biographie
Ezio Reisoli est né à Pontremoli le 17 novembre 1856. Il s'engage dans le Regio Esercito (Armée royale), une arme d'artillerie, et devient membre de l'état-major général en 1887. Le 26 janvier 1902, il est promu au grade de colonel (colonnello) et prend le commandement du 91e régiment d'infanterie. En 1904, il est nommé chef d'état-major du VIIIe corps d'armée. En 1908, il est promu au rang de major-général (maggior generale), et en 1911, il part pour la guerre italo-turque. En Libye, il se distingue en tant que commandant de la garnison de Homs, pour sa participation à la conquête de Mergheb et Lebda (27 février 1912) puis à la défense de Derna. Pendant le conflit, il est élevé au rang de lieutenant général (tenente generale) pour mérites de guerre, et reçoit le titre de commandeur de l'ordre militaire de Savoie. Le 16 mai 1912, il quitte le commandement de la brigade de Parme pour prendre celui de la brigade de Messine,

Pour ses exploits en Libye, le 4 mai 1913, ses concitoyens lui remettent solennellement une " épée d'honneur " à Pontremoli, au cours d'une cérémonie qui se déroule au Teatro della Rosa, en présence de nombreuses autorités civiles et militaires.
Lors de la mobilisation contre l'Autriche-Hongrie, en mai 1915, il prend le commandement du IIe corps d'armée, opérant au sein de la 2e armée du général Pietro Frugoni. Après le début des hostilités, le 24 du même mois, il opère à la tête de son unité sur le moyen Isonzo (secteur de Plava). Le 9 juin, il envoie les 37e et 38e régiment de la brigade de Ravenne, appartenant à la 3e division d'infanterie du général Giovanni Prelli, de l'autre côté du fleuve, pour lancer une série d'attaques la semaine suivante contre les positions de la cote 383, défendues par la 1re brigade de montagne austro-hongroise sous le commandement du général-major (generalmajor) Guido Novak von Arienti, opérant au sein de la 18e division d'infanterie du général-major Eduard Böltz. La colline a été brièvement capturée le 16 juin, avant d'être perdue le jour suivant après que le général Frugoni ait suspendu d'autres attaques. Pour avoir défendu les actions du général Prelli, qui de sa propre initiative avait traversé l'Isonzo sur un ponton, occupant Plava et ensuite la forte position stratégique de la cote 383, il fut relevé de son commandement par décision du chef d'état-major du Regio Esercito, le général Luigi Cadorna, et en 1916 il passa au commandement du Corps d'armée territorial de Gênes, étant mis en congé absolu pendant l'année 1918.
Entre septembre 1923 et mars 1924, il est commissaire préfectoral de la municipalité de Trapani. Il meurt à Turin le 26 janvier 1927 et son corps est enterré dans le cimetière Verdeno de Pontremoli, à côté de celui de sa mère. Après sa mort, la municipalité de sa naissance a donné son nom à une rue dans le quartier extra-muros de Verdeno.

## Distinctions
- Commandeur de l'ordre militaire de Savoie - arrêté royal du 16 mars 1913[12]
- Croix du Mérite de guerre - détermination ministérielle du 4 novembre 1922[13]
- Chevalier de l'ordre de la Couronne d'Italie
- Officier de l'ordre de la Couronne d'Italie
- Commandeur de l'ordre de la Couronne d'Italie
- Grand officier de l'ordre de la Couronne d'Italie - arrêté royal du 7 novembre 1912[14]
- Chevalier de l'ordre des Saints-Maurice-et-Lazare
- Officier de l'ordre des Saints-Maurice-et-Lazare
- Commandeur de l'ordre des Saints-Maurice-et-Lazare - arrêté royal du 5 juin 1915[15].

## Source
- (it) Cet article est partiellement ou en totalité issu de l’article de Wikipédia en italien intitulé « Ezio Reisoli » (voir la liste des auteurs).